# Дослідне (Одеський район)
Дослідне — селище Вигодянської сільської громади в Одеському районі Одеської області в Україні. Населення становить 656 осіб.

## Політика

### Парламентські вибори, 2019
На позачергових парламентських виборах 2019 року у селищі функціонувала окрема виборча дільниця № 510244, розташована у приміщенні клубу.
Результати
- зареєстровано 459 виборців, явка 37,69%, найбільше голосів віддано за «Слугу народу» — 59,65%, за «Опозиційну платформу — За життя» — 13,45%, за «Європейську Солідарність» — 5,26%.[1] В одномандатному окрузі найбільше голосів отримав Сергій Колебошин (Слуга народу) — 43,11%, за Сергія Червачова (самовисування) — 13,77%, за Сергія Боба (Опозиційна платформа — За життя) — 10,18%[2].

## Населення
Згідно з переписом 1989 року населення селища становило 655 осіб, з яких 307 чоловіків та 348 жінок.
За переписом населення 2001 року в селищі мешкало 657 осіб.

### Мова
Розподіл населення за рідною мовою за даними перепису 2001 року:
| Мова       | Відсоток |
| ---------- | -------- |
| українська | 89,48 %  |
| російська  | 5,18 %   |
| румунська  | 3,66 %   |
| болгарська | 0,46 %   |
| вірменська | 0,15 %   |
| гагаузька  | 0,15 %   |
| німецька   | 0,15 %   |

## Пам'ятки
- Братське кладовище[d] 4 радянських воїнів, загиблих 7 квітня 1944 року;